# Исмагилов, Дмитрий Андреевич
Дми́трий Андре́евич Исмаги́лов (род. 30 июля 1993, Челябинск) — российский хоккеист, нападающий.

## Карьера
Воспитанник «Челмета». С 2012 по 2017 год выступал в ВХЛ и МХЛ Б за молодёжную команду. Всего за три сезона в ВХЛ за «Мечел» / «Челмет» провёл 36 игр и забросил 5 шайб. За «Стальных львов» / МХК «Мечел» сыграл 116 матчей, забив 61 шайбу.
В 2017 году перешёл в казахстанский клуб «Кулагер».